# Weißbrust-Höschenkolibri
Der Weißbrust-Höschenkolibri (Eriocnemis aline, oft falsch Eriocnemis alinae), auch als Smaragdschneehöschen bezeichnet, ist eine Kolibriart aus der Gattung der Höschenkolibris. Die Art hat ein großes Verbreitungsgebiet, das etwa 493.000 Quadratkilometer in den südamerikanischen Ländern Kolumbien, Ecuador und Peru umfasst. Der Bestand wird von der IUCN als „nicht gefährdet“ (least concern) eingeschätzt.

## Beschreibung

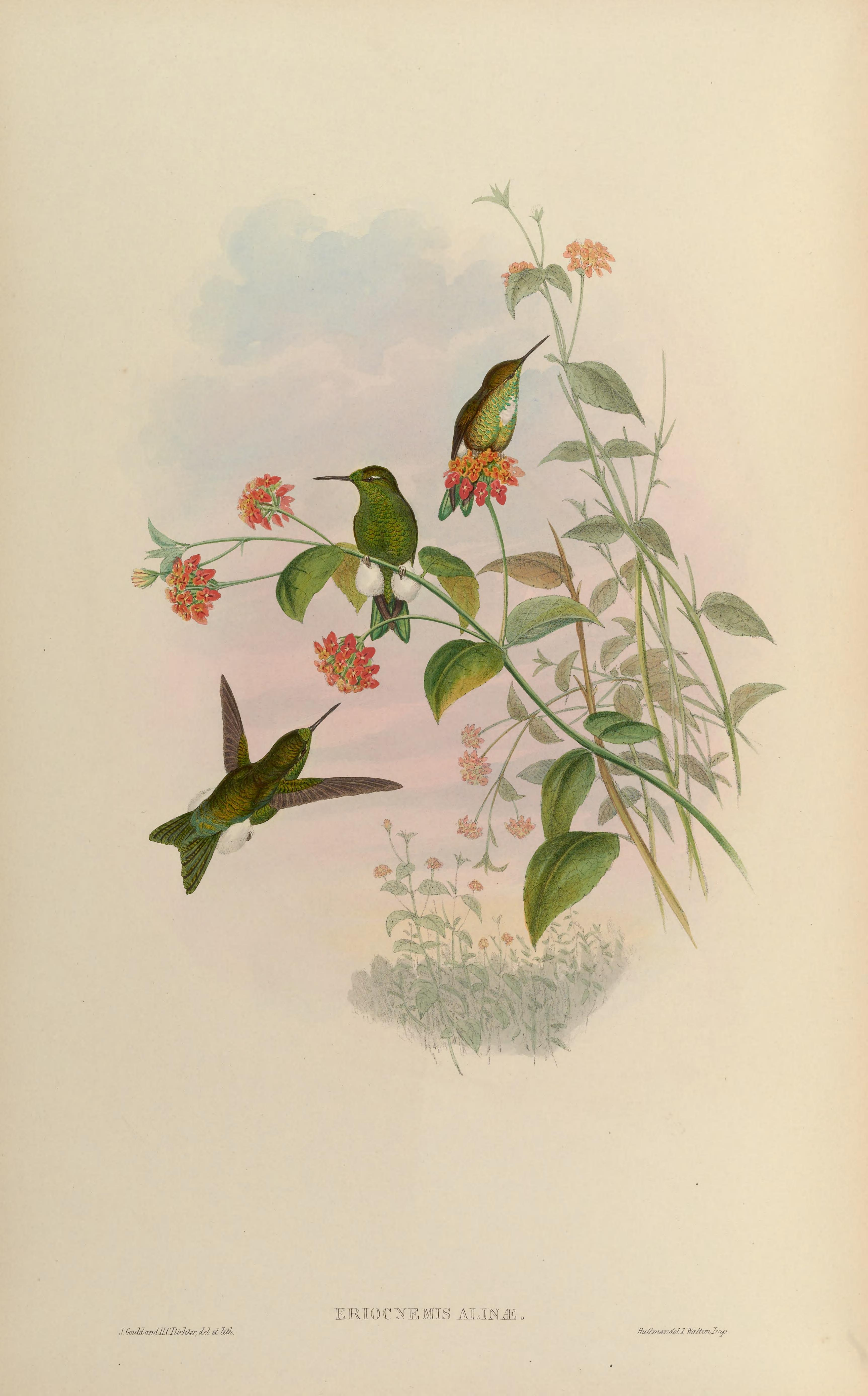
Weißbrust-Höschenkolibri gemalt von John Gould und Henry Constantine Richter

Mit 7,6 Zentimetern ist der Weißbrust-Höschenkolibri die kleinste Wollhöschenart. Der gerade Schnabel ist 15 mm lang. Die Oberseite ist strahlendgrün. Der Bürzel ist hell smaragdgrün. Die Stirn, die Unterseite und die Unterschwanzdecken sind glitzernd smaragdgrün. Die Brustmitte zeigt einen großen weißen Fleck, geschmückt mit wenigen grünlichen Blättchen. Die weißen Federhöschen sind im Vergleich zur Körpergröße sehr groß. Der kurze, grün glänzende Schwanz ist leicht gegabelt.

## Lebensraum
Der Weißbrust-Höschenkolibri bewohnt Nebelwälder und eichendominierte Bergkämme in Höhenlagen zwischen 2300 und 2800 m.

## Lebensweise
Der Weißbrust-Höschenkolibri geht gewöhnlich einzeln im niedrigen Unterholz innerhalb des Waldes auf Nahrungssuche.

## Unterarten

Verbreitungsgebiet des Weißbrust-Höschenkolibris

Bisher sind zwei Unterarten bekannt:
- Eriocnemis aline aline  (Bourcier, 1843) – Die Nominatform kommt im Osten Kolumbiens und im Osten Ecuadors vor.
- Eriocnemis aline dybowskii Taczanowski, 1882 – Diese Unterart ist im nördlichen und zentralen Peru verbreitet.

## Etymologie und Forschungsgeschichte
Jules Bourcier beschrieb den Weißbrust-Höschenkolibri unter dem Namen Ornismya Aline. Das Typusexemplar stammte aus Tunja in Kolumbien. Bourcier publizierte die Beschreibung der Art sowohl in der Revue Zoologique par La Société Cuvierienne als auch in den Annales des sciences physiques et naturelles, d’agriculture et d’industrie, allerdings verwendete er in den Annales des sciences das Artepitheton alinæ, welches sich in zahlreichen Publikationen wiederfindet. Trotz der Datierung beider Bände erschienen beide Artikel erst im Jahr 1843. Später wurde die Art der Gattung Eriocnemis zugeordnet. Dieser Name leitet sich von den griechischen Wörtern ἔριον érion für „Wolle“ und κνημίς knēmī́s für „Manschette, Beinschiene“ ab. Die Art ist Bourciers Frau Benoîte-Aline, geborene Jusserand (1802–1889) gewidmet. Der Name der Unterart dybowskii ehrt den Tierforscher Benediktus Dybowski (1833–1930), der vor allem in Ostsibirien unterwegs war.